# Carolina Dieckmann

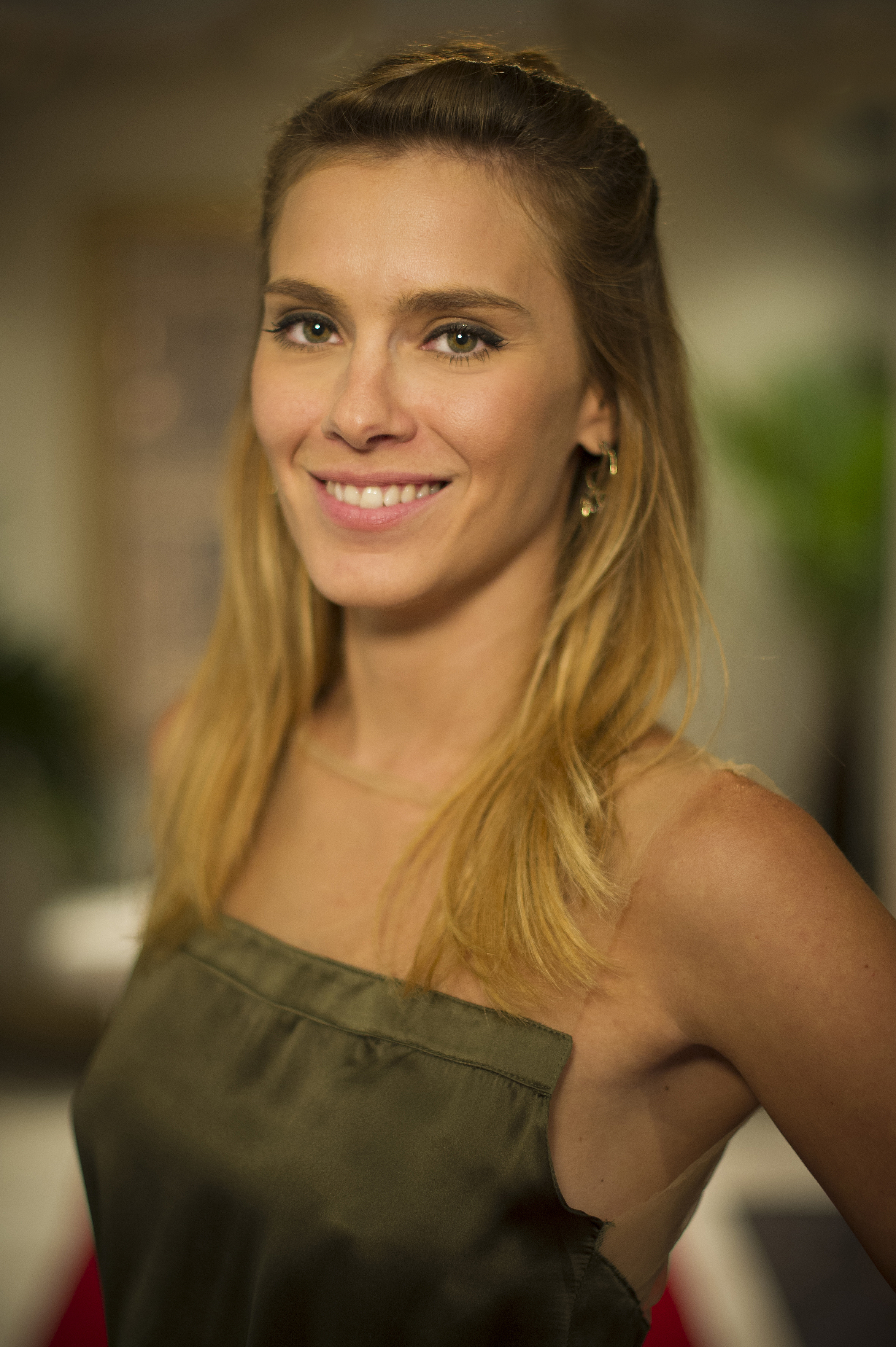
Carolina Dieckmann

Carolina Dieckmann Worcman (n. 16 septembrie 1978) este o actriță braziliană.

## Filmografie

### Televiziune
| 1993 | Sex Appeal              | Cláudia Garcia Tavares (Claudinha)                  |
| 1993 | Fera Ferida             | Carol                                               |
| 1994 | Tropicaliente           | Açucena Soares                                      |
| 1995 | Malhação                | Juliana Siqueira (July)                             |
| 1996 | Vira-Lata               | Juliana Siqueira (July)                             |
| 1997 | Iubire fără limite      | Catarina Batalha Pereira (Cati)                     |
| 2000 | Legături de familie     | Camila Lacerda Ferrari                              |
| 2001 | As Filhas da Mãe        | Luísa Mershéél                                      |
| 2003 | Femei îndrăgostite      | Edwiges Batista                                     |
| 2004 | Da Cor do Pecado        | Julia                                               |
| 2004 | Stăpâna destinului      | Maria do Carmo Ferreira da Silva (tineri)           |
| 2004 | Stăpâna destinului      | Isabel Esteves Tedesco / Lindalva Ferreira da Silva |
| 2006 | Cuibul de vipere        | Leona Pasquim Montini                               |
| 2008 | Três Irmãs              | Suzana Jequitibá Áquila                             |
| 2010 | Passione                | Diana Rodrigues                                     |
| 2011 | Fina Estampa            | Teodora Bastos da Silva                             |
| 2012 | Salve Jorge             | Jéssica Lima da Costa                               |
| 2013 | Joia Rara               | Iolanda Lopez Hauser / Iolanda Lopez Fonseca        |
| 2015 | A Regra do Jogo         | Lara Firmino da Silva Stewart                       |
| 2017 | Treze Dias Longe do Sol | Marion Rupp                                         |